# Angerona franckaria
Angerona franckaria är en fjärilsart som beskrevs av Lambert-Joseph-Louis Lambillion 1912. Angerona franckaria ingår i släktet Angerona och familjen mätare. Inga underarter finns listade i Catalogue of Life.